# هرمس نیویس سوارز
هرمس نیویس سوارز (به پرتغالی: Hermes Neves Soares) هافبک اهل برزیل است که در شهر سائوپائولو و در تاریخ ۱۹ سپتامبر ۱۹۷۴ به دنیا آمده‌است.
هرمس نیویس سوارز در تیم‌های فوتبال کورینتیانس سابقهٔ حضور دارد.